# فی² خرچنگ
فی² خرچنگ یک ستاره است که در صورت فلکی خرچنگ قرار دارد.